# Box of Moon Light
Box of Moonlight (Caja de luz de luna, en España) es una película de carretera y comedia dramática 1996 escrita y dirigida por Tom DiCillo, y protagonizada por John Turturro, Sam Rockwell y Catherine Keener. La película sigue la historia de un hombre que, a punto de sufrir una crisis de media edad, se toma un tiempo para hacer un viaje nostálgico, cuando conoce a un excéntrico personaje que le da perspectivas.

## Sinopsis
John Turturro hace el papel de Al Fountain, un ingeniero eléctrico de mediana edad, que se encuentra al borde un crisis y cuando decide tomarse un tiempo para hacer un viaje. Renta un vehículo y comienza un camino en busca de un lago que recuerda de su infancia. Pero su paseo lo conduce a la vida de un chico (Sam Rockwell), un vigoroso joven que lo ayuda a escapar de la rutina en la que se encuentra su vida y encontrar libertad.

## Reparto
- John Turturro - Al Fountain
- Sam Rockwell - "The Kid"
- Catherine Keener - Floatie Dupre
- Lisa Blount - Purlene Dupre
- Annie Corley - Deb Fountain
- Rica Martens - Doris
- Ray Aranha - Soapy
- Alexander Goodwin - Bobby Fountain
- Dermot Mulroney - Wick
- Mike Stanley - Doob
- Stuart Greer - Stinky
- Glen Ruth - Saddam Insane